# Haus der Nationalitäten

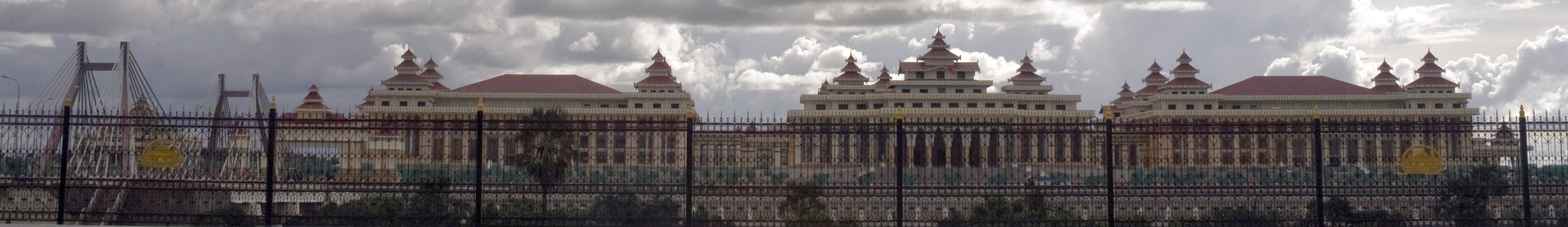
Gebäudekomplex des Parlaments, darunter auch das Haus der Nationalitäten

Das Haus der Nationalitäten oder Nationalitätenhaus (birmanisch အမျိုးသားလွှတ်တော် Amyotha Hluttaw, ʔəmjóðá l̥ʊʔtɔ̀) ist das Oberhaus der Versammlung der Union, dem Zweikammerparlament von Birma (Myanmar).
Das Haus der Nationalitäten besteht aus 224 Mitgliedern, von denen 168 direkt gewählt werden und 56 von den Streitkräften von Myanmar ernannt werden. Die letzten Wahlen zum Haus der Nationalitäten wurden im November 2010 abgehalten. Auf ihrer ersten Sitzung am 31. Januar 2011 wurde Khin Aung Myint von der Solidaritäts- und Entwicklungspartei der Union (SEPU) zum Sprecher des Nationalitätenhauses sowie zum Vorsitzenden der Unionsversammlung, dem Gesamtparlament Birmas, ernannt. Sein Stellvertreter als Präsident des Nationalitätenhauses wurde Mya Nyein, ebenfalls von der SEPU.
Die andere Kammer neben dem Haus der Nationalitäten ist das Repräsentantenhaus.